# Лаура Алонсо Падин
Лаура Алонсо Падин (шп. Laura Alonso Padín;2. јануар 1976) је шпанска оперска певачица (сопран).
Рођена је у Галицији где је завршила музичку школу, одсеци певање и виолина, а касније студије наставља у немачком граду Карлсруе, на музичкој академији.
Каријеру је започела са 23 године кад се 1999. године придружила ансамблу у Алто театру у немачком граду Есену. У међувремену је остварила низ великих улога од који се, осим Ђилде у „Риголету”, посебно издвајају Мими у „Боемима”, Сузана у „Фигару”, Памина у „Чаробној фрули”...
Осим у Шпанији и Немачкој, гостовала је на бројним оперским сценама у Израелу, Мексику, Грчкој, Сједињеним Америчким Државама, Холандији... Гостовала је у Народном позоришту у Београду, 14. новембра 2014. године у опери „Риголето” Ђузепа Вердија.